# Canton d'Argelès-Gazost
Le canton d'Argelès-Gazost est un ancien canton français situé en France dans le département du Hautes-Pyrénées et la région Midi-Pyrénées.

## Composition
Le canton d'Argelès-Gazost était composé des 23 communes suivantes :
- Adast
- Agos-Vidalos
- Arcizans-Avant
- Argelès-Gazost
- Artalens-Souin
- Ayros-Arbouix
- Ayzac-Ost
- Beaucens
- Boô-Silhen
- Cauterets
- Gez
- Lau-Balagnas
- Ouzous
- Pierrefitte-Nestalas
- Préchac
- Saint-Pastous
- Saint-Savin
- Salles
- Sère-en-Lavedan
- Soulom
- Uz
- Vier-Bordes
- Villelongue

## Représentation

### Conseillers généraux de 1833 à 2015
| Période | Période          | Identité                                    | Étiquette           | Qualité                                                                       |
| ------- | ---------------- | ------------------------------------------- | ------------------- | ----------------------------------------------------------------------------- |
| 1833    | 1848             | Charles de Bordeu (1797-1866)               | Monarchiste         | Médecin à Saint-Savin et à Cauterets                                          |
| 1848    | 1852             | Jean-Pierre Cénac                           | Républicain         | Médecin Député (1848-1849)                                                    |
| 1852    | 1866 (décès)     | Jacques Sassère                             | Républicain         | Avocat puis notaire Maire d'Argelès (1858-1866)                               |
| 1866    | 1870             | Adolphe-Ernest Fould                        | Centre droit        | Banquier Député (1863-1870)                                                   |
| 1870    | 1882 (décès)     | Jean-Pierre Cénac                           | Républicain         | Médecin Ancien député                                                         |
| 1882    | 1902 (décès)     | Michel Cénac (1838-1902, fils du précédent) | Républicain         | Médecin Maire d'Argelès, conseiller d'arrondissement                          |
| 1902    | 1905 (démission) | Charles Cénac (fils du précédent)           | Républicain         | Agent général d'assurances                                                    |
| 1905,   | 1908 (décès)     | Joseph Pérus                                | Républicain         | Médecin, conseiller d'arrondissement                                          |
| 1908    | 1911 (démission) | Paul Trélaün (1877-1915)                    | RG                  | Médecin                                                                       |
| 1911    | 1919             | Paul Dupuy                                  | Gauche démocratique | Avocat au barreau de Paris Directeur du Petit Parisien Député (1910-1914)     |
| 1919    | 1931             | Alfred Meillon (1871-1949)                  | Rad.                | Médecin à Cauterets                                                           |
| 1931    | 1937             | François Thévenot                           | RG                  | Industriel, ancien conseiller général du Canton de Vielle-Aure                |
| 1937    | 1940             | Jean-Victor Abbadie                         | Rad.                | Médecin, ancien maire d'Argelès-Gazost, ancien conseiller d'arrondissement    |
|         |                  |                                             |                     |                                                                               |
| 1945    | 1949             | Jean-Victor Abbadie                         | Rad.                | Médecin Maire d'Argelès-Gazost (1944-1947)                                    |
| 1949    | 1982             | Pierre Pérus                                | CNI                 | Médecin thermal Député (1959-1962) Maire d'Argelès-Gazost                     |
| 1982    | 1988             | Maurice Coiquil                             | MRG                 | Médecin Maire d'Argelès-Gazost (1971-1989)                                    |
| 1988    | 1994             | Robert Coll                                 | UDF                 | Chef d'entreprise Maire d'Argelès-Gazost (1989-2008)                          |
| 1994    | 2015             | Georges Azavant                             | PRG                 | Instituteur puis professeur Ancien maire-adjoint d'Argelès-Gazost (1977-1989) |

### Conseillers d'arrondissement (de 1833 à 1940)
Le canton d'Argelès-Gazost avait deux conseillers d'arrondissement.
| Période                                  | Période      | Identité                    | Étiquette   | Qualité |
| ---------------------------------------- | ------------ | --------------------------- | ----------- | --- |
| 1833                                     | 1845         | Pierre Bualé                |             | Pharmacien, directeur de la poste, Argelès                                                                  |
| 1833                                     | 1839         | M. Suberbie                 |             | Marchand de cuivre, propriétaire à Argelès                                                                  |
| 1845                                     | 1848         | Paul Gassiot                |             | Coutelier, propriétaire à Argelès                                                                           |
|                                          |              |                             |             | |
| 1866                                     | 1882         | Michel Cénac                | Républicain | Médecin, maire d'Argelès                                                                                    |
|                                          |              |                             |             | |
| 1886                                     | 1893 (décès) | M. Betbèze                  | Républicain | Avoué |
| 1886                                     | 1905         | Joseph Pérus                | Républicain | Médecin |
| 1898                                     | 1910         | Joseph Sorbé                | Républicain | Pharmacien à Argelès-Gazost                                                                                 |
| 1910                                     |              | M. Mannard                  | Radical     | |
| 1910                                     | 1934         | Victor Abbadie              | Radical     | Médecin, maire d'Argelès-Gazost (1919 et 1925-1929)                                                         |
|                                          | 1934         | Marcel Lemettré (1897-1961) |             | Docteur en pharmacie, directeur du laboratoire d'expertises chimiques des Pyrénées, Argelès-Gazost          |
| 1934                                     | 1940         | Louis Longué                | Modéré      | Médecin à Cauterets                                                                                         |
| 1934                                     | 1940         | M. Vignaux                  | Modéré      | |
| 1940                                     |              |                             |             | Les conseils d'arrondissement ont été suspendus par la loi du 12 octobre 1940 et n'ont jamais été réactivés |
| Les données manquantes sont à compléter. |              |                             |             | |